# Kathleen Stock
Kathleen Mary Linn Stock OBE (née en novembre 1972) est une philosophe, féministe et écrivaine britannique, anciennement professeure à l'université du Sussex jusqu'en octobre 2021.
Elle a publié des travaux universitaires sur l'esthétique, la fiction, l'imagination, l'objectivation sexuelle et l'orientation sexuelle.
Ses opinions sur les droits des transgenres et l’identité de genre font l'objet de controverses,,. En décembre 2020, elle est nommée officier de l’ordre de l'Empire britannique (OBE) en reconnaissance des services rendus à l’enseignement supérieur,. Cette décision est par la suite critiquée par un groupe de plus de 600 philosophes universitaires qui ont fait valoir que la « rhétorique nuisible » de Stock contribuait à la marginalisation des personnes transgenres,. En octobre 2021, elle démissionne de l’université du Sussex, à la suite d’une campagne étudiante qui appelait à son licenciement en raison d'allégations de « transphobie institutionnelle » de la branche du Sussex de l’University and College Union. En réponse, un groupe de plus de 200 philosophes universitaires du Royaume-Uni signe une lettre ouverte en faveur de la liberté académique de Stock,.

## Jeunesse
Kathleen Stock est née à Aberdeen et a grandi à Montrose. Elle est la fille d'un professeur de philosophie et d'un correcteur de journaux. Elle fréquente la Montrose Academy avant d’aller à l’université. Elle a obtenu son baccalauréat en philosophie et Français de premier cycle de l’Exeter College d'Oxford et une maîtrise en philosophie de l’université de St Andrews. Elle a ensuite remporté une bourse qui lui a donné l’occasion de présenter un doctorat en philosophie à l'université de Leeds.

## Carrière académique
Après avoir obtenu son diplôme, Kathleen Stock a brièvement enseigné à l’université de Lancaster et à l’université d’East Anglia avant de rejoindre l’université du Sussex en 2003, où elle a travaillé comme lectrice et plus tard comme professeure de philosophie.
Kathleen Stock a été vice-présidente de la British Society of Aesthetics de 2019 à 2020. Elle a donné des conférences à l’université de York à l’Aristotelian Society au London Aesthetics Forum à l’université de Wolverhampton et à l’American Society for Aesthetics.  Le 28 octobre 2021, Stock a démissionné de l’université du Sussex.  Elle a par la suite annoncé qu’elle rejoindrait l’université d’Austin en tant que boursière à temps partiel,.

## Œuvre académique
Kathleen Stock est professeure de philosophie à l'université du Sussex,. Elle est l'autrice d'une monographie ainsi que d'articles dans des revues universitaires à comité de lecture, et a contribué à plusieurs chapitres de volumes édités. Elle a édité Philosophers on Music: Experience, Meaning, and Work (première édition 2007), et avec Katherine Thomson-Jones, elle a édité New Waves in Aesthetics (2008). Dans sa monographie Only Imagine: Fiction, Interpretation and Imagination (2017), elle plaide pour l'intentionnalité de l'auteur (authorial intentionalism) (en) .
Jusqu'en 2020, Stock était la vice-présidente de la British Society of Aesthetics (en). Elle donne des conférences à l'université d'York, la Aristotelian Society (en), le Forum d'Esthétique de Londres, l'université de Wolverhampton, la American Society for Aesthetics (en).

## Opinions sur l'auto-identification de genre
Kathleen Stock est reconnue comme une féministe « critique du genre »,.
Elle s'oppose à l'auto-identification des personnes transgenres à l'occasion du projet de réforme du Gender Recognition Act 2004 (loi britannique  sur la reconnaissance de l'identité de genre),,. Elle appelle à exclure les femmes transgenres qui ont des organes génitaux masculins des endroits où les femmes cisgenres se déshabillent ou dorment, les décrivant comme des hommes qui peuvent être sexuellement attirés par les femmes. Elle nie pourtant s'opposer aux droits des personnes trans, déclarant : « J'affirme avec joie et à voix haute les droits des personnes trans à vivre leur vie à l'abri de la peur, de la violence, du harcèlement ou de toute discrimination... Je pense que discuter des droits des femmes est compatible avec la défense de ces droits trans. ». Selon la journaliste Janice Turner (en), Kathleen Stock « enseigne aux étudiants trans, en respectant leurs pronoms, et a écrit à plusieurs reprises en faveur de leurs droits humains ».
Les étudiants et les universitaires commencent à critiquer les points de vue de Kathleen Stock en 2018, lorsqu'elle se prononce contre des modifications du Gender Recognition Act qui auraient permis à des personnes de tous âges de s'identifier légalement à un genre particulier sans exigence d'un diagnostic psychologique ou médicalisé,,,. Cette prise de position lui vaut de recevoir des menaces de mort. En 2019, Kathleen Stock signe la «Déclaration sur les droits des femmes fondés sur le sexe» de la Women's Human Rights Campaign (en) (WHRC). En juin 2019, Kathleen Stock est invitée à parler à la Société aristotélicienne de son point de vue sur l'identité de genre. L'organisation Minorities and Philosophy (MAP) au Royaume-Uni et son homologue international publient une déclaration conjointe contre Stock lors de l'événement, déclarant que « tous les éléments d'obsession personnelle et idéologique ne méritent pas un débat philosophique. En particulier, le scepticisme quant aux droits des groupes et des individus marginalisés, quand des questions de vie ou de mort sont en jeu, n'est pas objet de débat. ». En 2020, elle témoigne devant le Women and Equalities Committee (en) de la Chambre des communes.
En 2021, Kathleen Stock présente une proposition au projet de loi sur l'enseignement supérieur, dénonçant ce qu'elle qualifie de harcèlement, de culture de la peur et de l'autocensure dans les universités britanniques face aux «demandes des transactivistes de reconnaître et donner la priorité à l'identité de genre».
Dans son livre de 2021, Material Girls: Why Reality Matters for Feminism, elle propose une discussion critique sur la théorie de l'identité de genre,. Sa thèse, selon la critique Christina Patterson (en), est qu'il existe « une nouvelle orthodoxie, dans laquelle le sexe cède la place au ressenti, et le ressenti l'emporte sur les faits ». Dans ce document, Kathleen Stock soutient des lois protectrices pour les personnes trans, mais s'oppose, selon The Guardian, « à l'institutionnalisation de l'idée que l'identité de genre est tout ce qui compte – que la façon dont vous vous identifiez confère automatiquement tous les droits de ce sexe ». Elle décrit la loi qui donne aux personnes trans le droit de changer de genre comme une fiction juridique, une sorte de « contre-vérité utile ».
En mai 2021, Kathleen Stock est nommée administratrice de LGB Alliance.

## Campagne menée par des étudiants de l'université du Sussex
En octobre 2021, un groupe d'étudiants et d'étudiantes LGBT+ de l'université du Sussex lance une campagne demandant le licenciement de Kathleen Stock, déclarant qu'elle « épouse une version bâtarde du féminisme radical qui exclut et met en danger les personnes trans »,,,,. Le groupe Anti Terf Sussex, déclare que Kathleen Stock est un danger pour les personnes transgenres: « Nous ne sommes pas prêts à débattre. Nous ne pouvons pas être raisonnés vers l'inexistence. ». Un compte Instagram apparemment lié à la campagne a publié un « énoncé de mission » appelant au licenciement du professeur Stock, ainsi que des photos de la manifestation. La police conseille à Kathleen Stock de prendre des précautions pour sa sécurité, notamment en installant une caméra de vidéosurveillance chez elle et en ayant recours à des gardes du corps sur le campus,.

### Réactions
Kathleen Stock déclare : « Les universités ne sont pas des endroits où les étudiants devraient simplement s'attendre à entendre leurs propres pensées leur être reflétées. Il faut répondre aux arguments par des arguments, et aux preuves par des preuves, et non par l'intimidation ou l'agression». Elle déclare que des mois auparavant, elle s'était plainte à l'université du Sussex, alléguant qu'elle n'avait pas réussi à la protéger et à sauvegarder sa liberté académique.
Le ministre des Égalités Kemi Badenoch, l'avocate Allison Bailey (en) et l'écrivain Julie Bindel prennent la défense de Kathleen Stock et le vice-chancelier de l'université du Sussex, Adam Tickell, condamne la campagne comme une menace pour la liberté académique. Annonçant une enquête sur les manifestations,,,,, le vice-chancelier déclare : « Je suis vraiment préoccupé par le fait que nous ayons des manifestants masqués plaçant des affiches appelant au limogeage de quelqu'un pour avoir exercé son droit d'expression. » ; selon lui, l'institution avait « des devoirs juridiques et moraux de garantir que les gens puissent s'exprimer librement ».
En réponse, un groupe de plus de 200 philosophes universitaires du Royaume-Uni signe une lettre ouverte en faveur de la liberté académique de Kathleen Stock et de sa capacité à s'engager « dans un débat ouvert et scientifique sans crainte de harcèlement »,,.
La branche du Sussex de l'University and College Union (UCU) critique vivement le vice-chancelier pour sa déclaration, affirmant que Tickell n'avait pas respecté la dignité et le respect des étudiants et du personnel trans. Le syndicat manifeste sa solidarité avec les étudiants et réaffirme leur droit de manifester, « exhort[ant la] direction à prendre une position claire et ferme contre la transphobie à Sussex ». Il appelle à une enquête sur la « transphobie institutionnelle » à l'université du Sussex. Kathleen Stock indique que c'est cette attaque contre elle de la part du syndicat dont elle est membre qui a « de fait mis fin » à sa carrière à l'université du Sussex.
La responsable de l'opposition (« ministre fantôme ») des Femmes et de l'Égalité, Taiwo Owatemi, qualifie la déclaration de l'UCU de « forte et fondée sur des principes » et déclare qu'elle était « grandement préoccupée par le travail [de Stock] en tant qu'administratrice du groupe LGB Alliance » qui, selon elle, devrait être « rejeté par tous ceux qui croient en l'égalité ».
Peu de temps après la publication de la déclaration, des membres de l'exécutif de la branche de l'UCU Sussex déclarent avoir reçu des menaces personnelles et avoir subi la divulgation leurs coordonnées personnelles. Un porte-parole de l'organisation nationale de l'UCU condamne cela et  déclare que « ces questions sont portées immédiatement à la direction de l'université ».
Le Times rapporte que la présidente de la Commission pour l'égalité et les droits de l'homme (en), la baronne Falkner de Margravine, « a qualifié les attaques contre la professeure Kathleen Stock de honteuses et a déclaré qu'une réglementation plus stricte était nécessaire pour protéger les gens contre les abus ». Elle déclare: « Les droits des personnes trans doivent bien sûr être protégés, mais la tentative de faire taire la liberté d'expression académique est contraire à l'esprit de vie universitaire ». La ministre des Femmes et de l'Égalité, Liz Truss, soutient Falkner. L'historienne d'Oxford, Selina Todd, décrit la déclaration de Tickell comme étant un « hommage du bout des lèvres à la liberté académique tout en assurant les étudiants de « l'inclusivité » de l'université » et critique l'Union des universités et collèges pour leur silence. Le Times publie une lettre de soutien à Stock d'un groupe de personnes trans, disant qu'ils étaient « consternés que les droits des trans ... soient utilisés pour excuser une campagne de harcèlement et d'abus sans scrupules »,,.
Une déclaration de solidarité est signée par des centaines « d'universitaires, d'universitaires à la retraite, d'étudiants, d'anciens élèves et d'employés d'universités/collèges » diffusée par le GC Academia Network, un groupe qui se décrit comme critique de genre, a exprimé des inquiétudes « concernant l'érosion continue des droits des femmes fondés sur le sexe, dans la loi, la politique et la pratique» et condamne la récente escalade de l'intimidation par un petit groupe.
Kathleen Stock démissionne après ce qu’elle estime être une campagne de « harcèlement »,,. Elle annonce en novembre 2021 avoir été recrutée par un campus présenté comme « anti woke », à l’université d’Austin (Texas), et dont l'ambition est d'instaurer une « totale liberté de parole ».

## Distinctions
Kathleen Stock est nommée officier de l'ordre de l'Empire britannique (OBE) lors des distinctions honorifiques du Nouvel An 2021 (en) pour services rendus à l'enseignement supérieur. En réponse, plus de 600 universitaires signent une lettre critiquant la décision du gouvernement et exprimant leur inquiétude face à une « tendance à confondre de l'attisement de la peur transphobe avec un travail académique de valeur, et des attaques contre des personnes déjà marginalisées avec des exercices courageux de liberté d'expression »,,. Kathleen Stock répond que le contenu de la lettre était ridicule, disant qu’« ils m'ont accusé de choses complètement folles comme de soutenir le patriarcat et empêcher les personnes transgenres d'accéder aux soins médicaux, même si je n'ai rien dit à ce sujet, sauf en ce qui concerne les enfants ». Une contre-lettre la défendant est signée par plus de 400 personnes.

## Vie privée
Kathleen Stock est ouvertement lesbienne, écrivant dans Material Girls : « En tant que lesbienne et en tant que femme non conforme à mon sexe, j'ai aussi des intérêts en jeu ». Janice Turner dans The Times  l'a décrite, entre autres, comme une « lesbienne de gauche ».

## Œuvres choisies
- Philosophers on Music: Experience, Meaning, and Work ( Oxford University Press, 2007), éd.
- New Waves in Aesthetics, édité avec Katherine Thomson-Jones ( Palgrave-Macmillan, 2008).
- Fantastique, imaginaire et cinéma . British Journal of Aesthetics, 2009. 49 (4) : 357-369.
- Énonciation fictive et imaginaire . Volume supplémentaire de la société aristotélicienne. 2011, 85 (1) : 145-161.
- Quelques réflexions sur le voir-comme, la saisie-métaphore et l'imaginaire . Aisthesis: Pratiche, Linguaggi E Saperi Dell'Estetico. 2013, 6 (1) : 201-213.
- Imagination et fiction : quelques enjeux . Boussole de philosophie. 2013, 8 (10) : 887-896.
- Objectivation sexuelle . Analyse, 2015, 75 (2) : 191-195.
- Apprendre de la fiction et des théories du contenu fictif . Teorema : International Journal of Philosophy, 2016, (3) : 69-83.
- Material Girls: Pourquoi la réalité compte pour le féminisme (Fleet, 2021)[47].
- Material girls : Nouveau féminisme - La théorie du genre à l’épreuve de la réalité, H&O Editions, 352 pages,  (ISBN 978-2845474192)